# Хонгор-нойон
Хонгор-нойон (*ᠬᠣᠩᠭᠤᠨᠣᠶᠠᠨ д/н — до 1588) — 9-й очільник Дербен-Ойрата в 1530—1577 роках. Повне ім'я Ханай-нойон Хонгор. В китайських джерелах відомий як Вен Гочу.

## Життєпис
Походив з роду хошутів, предком якого був Джочі-Хасар. Син тайші Буувея. Про молоді роки обмаль відомостей. 1530 року спадкував владу над Дербен-Ойратом. На початку продовжив політику визнання зверхності Монгольського каганату.
1541 року долучився до походу Алтин-хана, що рушив проти повсталих урянхайців за наказом великого кагана Боді-Алаґ-хана. Активно підтримував буддистську секту Гелуг.
У 1552 році Алтин-хан здійснив похід проти ойратів, який призвів до нових ойратсько-монгольських війн після 100-річного мирного співіснування. Хонгор-нойон відступив у верхів'я Орхону. В наступні роки намагався здійснювати напади на Туметське ханство. 1558 року вступив у конфлікт з великим каганом Тумен-Ясаґту-ханом, але відбив його напад.
З 1562 року протистояв спробам підкорити ойратів з боку Алтин-хана, який відправив небіжа Хутуктай Сецен-хунтайджі проти Хонгор-нойона. Ойрати зазнали поразки (особливо племенам хойтів і торгутів), відступивши до річки Іртиш. В результаті Дербен-Ойрат у значній своїй частині було витіснено за межі Західної Монголії. Кордоном став Монгольський Алтай.
З 1564 року починаються війни проти тушету-хана Абатая, що велися з перемінним успіхом. 1574 року удар завдано ойратським племенам баатутів і дербетів. У результаті ойратські племена почали кочувати до Семиріччя, уздовж річок Ілі і Іртиш. Зрештою 1577 року у битві при Хубхен-Герійн Хонгор-нойон зазнав нищівної поразки й втік до Семиріччя, збергіши контроль над частиною хошутів. В результаті Абатай зумів нав'язати ойратам свого сина Субагатая.
Про точну дату і місце смерті Хонгор-нойона невідомо, але це сталося до 1588 року.

## Родина
- Байбагас-Баатур, тайджі Дербен-Ойрату
- Кундулен-Убуші, тайші хошутів
- Тюрю-Баірлху, володар Тибету
- Засакту-чін-батур
- Буян-хатун-батур